# Leptogenys dentilobis
Leptogenys dentilobis é uma espécie de formiga do gênero Leptogenys, pertencente à subfamília Ponerinae.